# Zenon Płoszaj
Zenon Płoszaj (ur. 18 października 1924 w Łodzi, zm. 14 stycznia 2003 tamże) – polski skrzypek, kameralista i pedagog muzyczny. 

## Wykształcenie
Studiował grę na skrzypcach w klasie Mieczysława Szaleskiego w Państwowej Wyższej Szkole Muzycznej w Łodzi (dyplom 1955 r). Studia podyplomowe ukończył u Ireny Dubiskiej w Państwowej Wyższej Szkole Muzycznej w Warszawie oraz u Jurija Jankielewicza w Konserwatorium im. Piotra Czajkowskiego w Moskwie.

## Kariera koncertowa
Koncertował jako solista i kameralista w Polsce oraz za granicą: w Czechosłowacji, Niemczech, Związku Radzieckim i Japonii. Grał z takimi pianistami, jak Rajmund Ambroziak, Kiejstut Bacewicz, Tadeusz Chmielewski, Jerzy Lefeld, Sergiusz Nadgryzowski, Jadwiga Szamotulska, Stanisław Urstein. Jako skrzypek-solista współpracował z orkiestrami pod dyrekcją takich dyrygentów, jak. Henryk Czyż, Jerzy Katlewicz, Zdzisław Szostak, Stanisław Wisłocki, Bohdan Wodiczko. 
Dokonał kilku prawykonań utworów polskich kompozytorów mu współczesnych, m.in. Sonaty skrzypcowej Tadeusza Paciorkiewicza oraz Koncertu skrzypcowego Romana Iżykowskiego.

## Praca pedagogiczna
W 1957 r. zaczął uczyć w Państwowym Liceum Muzycznym w Łodzi. Następnie po dwóch latach objął klasę skrzypiec w Państwowej Wyższej Szkole Muzycznej w Łodzi. W uczelni tej pełnił obowiązki rektora (1969-81) oraz kierownika Katedry Instrumentów Smyczkowych (od 1972). Tytuł profesora zwyczajnego otrzymał w 1985.
Prowadził wiele kursów mistrzowskich w Polsce, m.in. w Łańcucie i Żaganiu oraz za granicą - w Wiedniu i Tokio. Był jurorem najważniejszych krajowych konkursów skrzypcowych: Konkursu im. Henryka Wieniawskiego w Poznaniu, Konkursu im. Tadeusza Wrońskiego w Warszawie oraz Konkursu Młodych Skrzypków w Lublinie.
Był członkiem Rady Głównej Szkolnictwa Wyższego, Rady Wyższej Szkolnictwa Artystycznego, Zarządu Klubu Polskiej Akademii Nauk oraz Komisji Wydawniczej "Dzieła Wszystkie Henryka Wieniawskiego" w Poznaniu.
Wykształcił wielu wybitnych uczniów, laureatów ogólnopolskich i międzynarodowych konkursów skrzypcowych, takich jak Barbara Górzyńska, Piotr Pławner. 

## Nagrody i odznaczenia
- 1955 - III nagroda na Międzynarodowym Konkursie Muzycznym w Warszawie, w ramach V Światowego Festiwalu Młodzieży i Studentów
- 1957 – wyróżnienie na 3. Międzynarodowym Konkursie Skrzypcowym im. Henryka Wieniawskiego w Poznaniu
- 1996 - doktor honoris causa Akademii Muzycznej w Łodzi
- Nagroda Ministra Kultury i Sztuki I stopnia
- Medal Komisji Edukacji Narodowej
- Nagroda Muzyczna miasta Łodzi
- Krzyż Oficerski Orderu Odrodzenia Polski
- Krzyż Komandorski Orderu Odrodzenia Polski